# (35306) 1996 XQ17
1996 XQ17 (asteroide 35306) é um asteroide da cintura principal. Possui uma excentricidade de 0.15753250 e uma inclinação de 12.14524º.
Este asteroide foi descoberto no dia 5 de dezembro de 1996 por Spacewatch em Kitt Peak.